# 王少玄
王少玄（1967年10月—），江西临川人。中共党员。中国青年政治学院毕业，拥有江西省委党校研究生学历，公共管理硕士。中华人民共和国政治人物。

## 人物经历
1988年9月，王少玄在中国青年政治学院青年思想教育专业学习。1992年7月，进入共青团江西省委工作，任宣传部科员。1994年8月，任办公室科员。1996年2月，任机关团委副书记(正科级)。1999年3月，任办公室副主任。2002年3月，任统战联络部部长。2003年4月，任副书记、党组成员，江西省青年联合会副主席(其间：2004年4月至2006年7月，在北京大学、国家行政学院合作培养公共管理专业学习，获公共管理硕士学位)。2008年5月，任共青团江西省委书记、党组书记，江西省青年联合会名誉主席。
2011年8月，任中共赣州市委副书记，市委党校校长、校务委员会主任，赣州行政学院院长，并保留正厅级待遇。2014年12月，他被中共江西省委提名为吉安市长候选人。2015年2月，当选为吉安市市长。2021年3月，升任中共吉安市委书记。2023年1月，当选为江西省人大常委会副主任。同年8月，不再兼任中共吉安市委书记。
2018年2月24日，当选为第十三届全国人大代表。